# Haas Lola
Team Haas (USA) Ltd. foi uma equipe norte-americana de Fórmula 1, fundada por Carl Haas e Teddy Mayer em 1984. A equipe disputou a categoria nas temporadas de 1985 e 1986. Embora competisse representando os Estados Unidos, a sede da equipe ficava em Colnbrook, na Inglaterra.
A equipe foi chamada de Haas Lola, porque Carl Haas era representante da Lola nos Estados Unidos. Apesar da empresa nunca ter se envolvido no projeto, pois seus carros foram projetados e construídos por uma empresa chamada FORCE (Formula One Race Car Engineering), de propriedade e comandada pelo próprio Haas. A Lola, no entanto, ganhou os pontos da equipe no Campeonato de Construtores como o construtor designado da equipe.

## História
O projeto se inciou de uma parceria de Carl Haas e o conglomerado americano Beatrice Foods, que também ajudou a equipe entrar em acordo com a Ford para o fornecimento de motores por 3 temporadas. Alan Jones, campeão de Fórmula 1 em 1980 e sem disputar uma corrida desde 1983, deixou a aposentadoria para pilotar na equipe nas temporadas de 1985 e 1986. Patrick Tambay e Eddie Cheever também disputaram provas pela Haas neste último ano. Com a saída da Beatrice, a equipe encerrou suas atividades.

## Histórico da equipe

### 1985: estreia

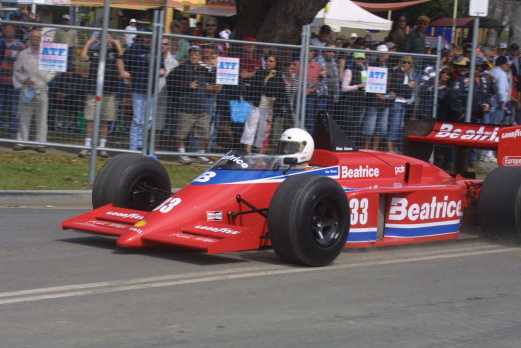
O Lola THL1, primeiro carro da Haas na F-1, pilotado por Alan Jones entre o GP da Itália de 1985 e o GP de San Marino de 1986.

Nesta temporada, a equipe teve apenas um piloto: o australiano Alan Jones, campeão mundial em 1980, que deixou a aposentadoria para disputar 4 corridas (as únicas da equipe no ano), abandonando em três. Jones não correu o GP da África do Sul por indisposição - havia rumores de que a Haas, juntamente com Renault e Ligier, boicotou a prova em resposta ao apartheid, que vigorava no país à época.

### 1986: começando de novo
Em 1986, a equipe alinha com dois carros - um para Alan Jones e outro para o francês Patrick Tambay, que deixara a Renault com o encerramento das atividades desta última - e, apesar do grande número de abandonos, consegue 6 pontos (4 com Jones e 2 com Tambay), terminando o campeonato de construtores em 8º lugar, superando, por exemplo, a tradicional Brabham. Eddie Cheever também pilotou para a Haas, no lugar de Tambay, que se recuperava de uma fratura sofrida no GP de Mônaco. Mario Andretti, campeão da temporada de 1978, foi cogitado para ocupar o lugar do francês na etapa de Detroit, mas ele desistiu e recomendou seu filho, Michael (ambos competiam pela Newman-Haas, gerida pelo mesmo chefe da Haas-Lola), para que ele disputasse a citada prova. Porém a FISA, preocupada com o avanço da CART, negou a superlicença a Michael, que viria a correr na F-1 apenas em 1993, pela McLaren.
A Haas chegou a pensar em disputar a temporada de 1987, e chegou a desenvolver o TLH3, projetado por Adrian Newey. No entanto, a Ford deixou a equipe e passou a fornecer seus motores à Benetton. Com a saída da Beatrice no final de 1986, não restou outra alternativa a Carl Haas senão vender  a fábrica da equipe a Bernie Ecclestone e a estrutura para Didier Calmels e Gérard Larrousse.

## Pilotos
- Alan Jones - Depois de um ano sem correr (sua última prova havia sido em 1983), o ex-campeão de Fórmula 1 voltou a competir na categoria em 1985, disputando 3 provas. Correu a temporada completa de 1986, marcando 4 pontos. Ao final da temporada, encerrou a carreira aos 39 anos.
- Patrick Tambay - Também em final de carreira, o francês realizou um campeonato fraco em 1986, pontuando apenas no GP da Itália. Aos 37 anos, o ex-piloto de Surtees, Theodore, McLaren, Ligier, Ferrari e Renault deixou a categoria, tal qual fez Jones, logo após o GP da Austrália.
- Eddie Cheever - O norte-americano disputou apenas o GP de Detroit, como substituto de Patrick Tambay. Abandonou com problemas na direção de seu carro.